# Yopal
Yopal es un municipio colombiano, capital del departamento de Casanare. Su extensión territorial es de 2595 kilómetros cuadrados, y se sitúa a 317 kilómetros del distrito capital de Bogotá. Fundada por colonos boyacenses en 1915, es una de las capitales departamentales más jóvenes de Colombia y una de las ciudades que registra más rápido crecimiento poblacional a nivel nacional, en especial después de la separación de Casanare del departamento de Boyacá (antiguos territorios nacionales) a raíz de la constitución de 1991 y gracias a la explotación petrolera.

## Toponimia

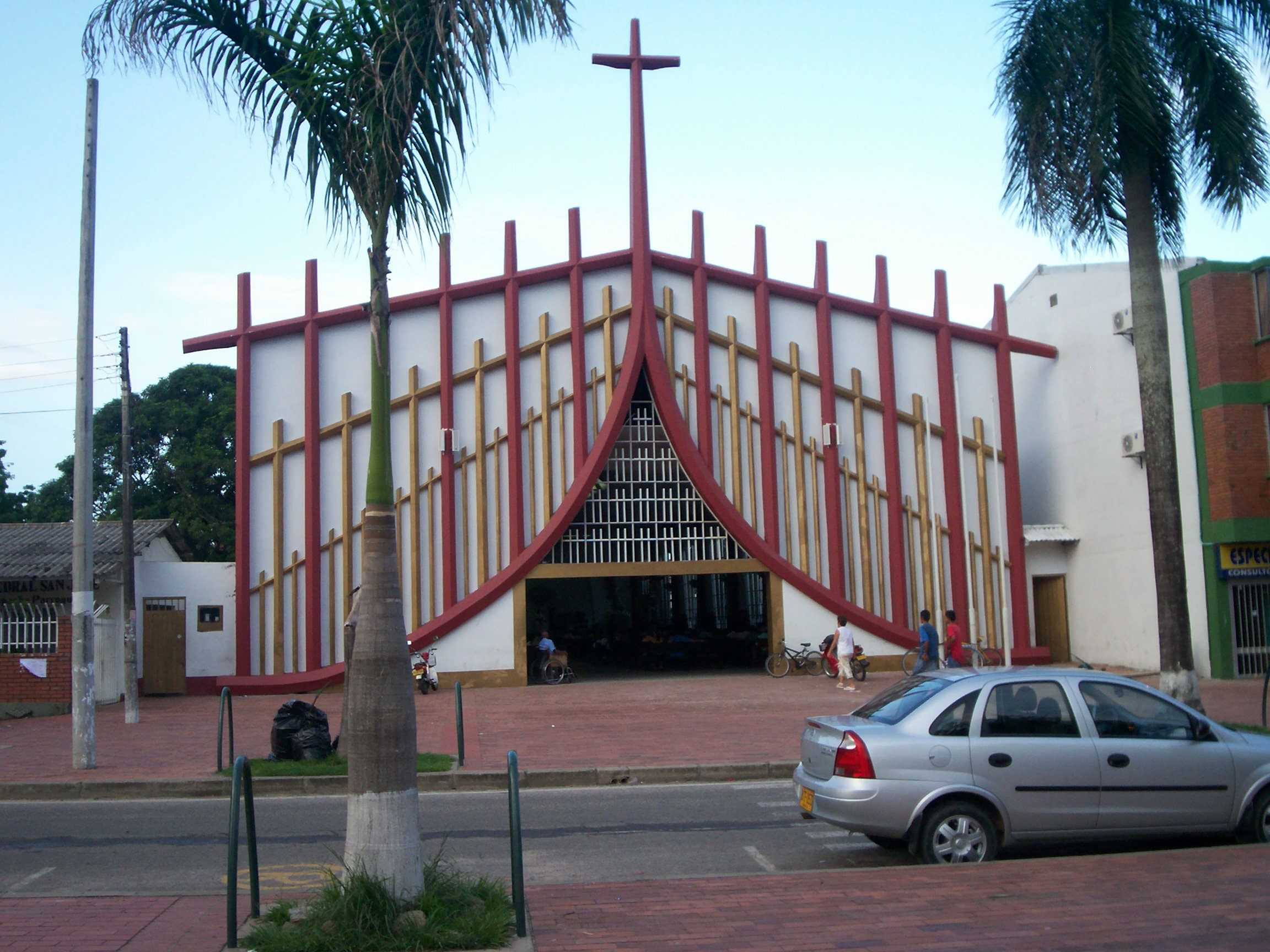
Catedral San José

Yopal deriva su nombre de un árbol maderable, típico de la región, cuyo nombre es "yopo". De hecho, en el sitio donde se ubica actualmente la ciudad de Yopal existía un bosque de estos árboles o un yopal (bosque de yopos). El nombre "Yopo" es proveniente de la lengua indígena, los Salivas, y significa corazón.

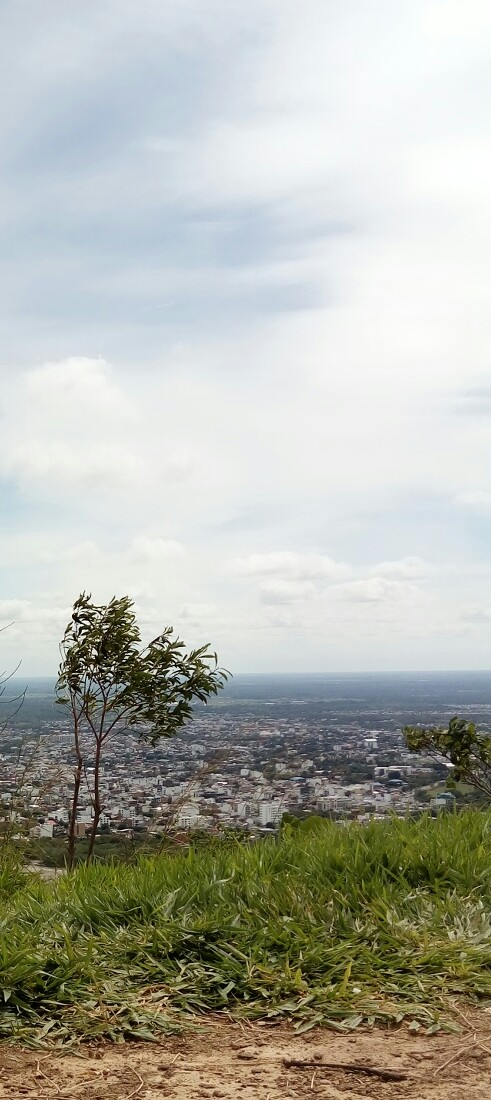
Mirador cerro Buenavista.

## Historia

### Antecedentes
Antes de la conquista, en el territorio actual de Yopal vivían tribus pertenecientes a los indígenas achaguas. Estos indígenas consumían la yopa, sustancia alucinógena extraída del árbol de yopo, que abundaba en las riberas del río Cravo Sur. Los achaguas, además, cultivaban y consumían yuca, piña y semillas, e intercambiaban productos con las tribus de la cordillera. 
Más adelante, hacia 1650, los misioneros jesuitas llegaron a Casanare, algunos de los cuales se establecieron en haciendas como Caribabare, Cravo Sur y Tocaría, adiestrando a los indígenas y utilizándolos como mano de obra. Durante el período de influencia jesuita, surgieron pequeñas ciudades de existencia efímera, como San José de Cravo y La Purísima Concepción.

### Primeros habitantes
Fundada por colonos boyacenses de las provincias del Centro y Lengupá, iniciando el año 1915, cuando Elías Granados construye su casa en el mismo sitio donde hoy es el centro de Yopal. A esa fundación se le conocía como «La Estancia de Don Elías», que se convirtió en posada ganadera obligatoria, ya que por ahí tenían que pasar los arrieros que llevaban a Tunja y Santander los ganados para la venta.
En 1928 construyeron casas Pedro Bernal y Concepción Camacho, en ese mismo año llegó Pedro Pablo González, procedentes de Tunja y alrededores, quien por su espíritu emprendedor se le considera el pionero de la fundación y formación del pueblo. Además el señor Pedro Pablo combinaba las actividades de tegua, latonero y hasta tinterillo [cita requerida]. Para 1930 se habían construido cuatro casas, la quinta la hizo Campo Elías Prieto y quedaba donde actualmente se encuentra la casa de Adelfo Prieto. Rigoberto Niño construyó la sexta casa de Yopal.
En 1932 comenzó a funcionar la primera escuela “Luis Hernández Vargas sede Salvador Camacho Roldán” y su primer maestro fue Marceliano Riaño, quien devengaba un sueldo de 50 pesos mensuales [cita requerida]. Para ese año el pueblo tenía otro vecino, José Pérez, quien estableció su casa donde esta hoy la iglesia cristiana protestante de la misión Panamericana, colindante a la antigua sede del centro del Cuerpo de Bomberos.[cita requerida] a finales de los años 40 Ana Cleotilde Malpica Sánchez construye su casa fundando el anteriormente barrio el libertador, hoy Bello Horizonte.

### De fundación a corregimiento
Las primeras fiestas de Yopal se llevaron a cabo en 1934 amenizadas por la banda de Tasco, a la cual se le pagaron 100 pesos por su servicio [cita requerida]. Para esta fecha El Morro era la cabecera municipal de Yopal, ya que este incipiente caserío no cumplía con los mínimos requisitos para constituirse en inspección de policía. En 1936 Yopal pasó a ser corregimiento, y su primer corregidor fue el suboficial de la Policía Guillermo Díaz Martínez.[cita requerida]

### Yopal, cabecera municipal
En 1937, cuando fungía como Prefecto de Casanare Guillermo Díaz Estrada, los habitantes de Yopal empezaron a luchar por el traslado de la cabecera Municipal desde El Morro hacia Yopal, dadas las circunstancias de que era cada vez más evidente el progreso obtenido en el corregimiento y de que la mayoría de transacciones sobre venta de ganados se estaban efectuando con mayor frecuencia en Yopal, y ya no en El Morro.
Es entonces cuando un grupo de habitantes de Yopal sustrajeron de noche y a lomo de mula los archivos de la alcaldía municipal de El Morro, especialmente los sellos y papeletas o autorizaciones relacionadas con el negocio de los ganados, acto con el cual se pretendía presionar una decisión administrativa a favor de Yopal para ser elegida como cabecera municipal. Adicionalmente se buscaba que los ganados no sufrieran el traslado hasta El Morro para protocolizar las ventas y oficilizar el traslado de los animales a otras regiones del país[cita requerida]. Como consecuencia, el movimiento cívico obtuvo una resistencia numerosa y organizada, encabezada por don Luis Antonio Izquierdo quien era el alcalde municipal de El Morro, acompañado por personas importantes de la época como Ramón Becerra, Arturo Jiménez, Juan de la Rosa Sierra, Rudecindo Fonseca y otros.
Sin mayores opciones y ante la infructuosidad de sus esfuerzos, los yopaleños iniciaron ante la asamblea de Boyacá el litigio. Las cosas se facilitaban porque para la época había servicio telefónico entre Tunja, Sogamoso y varios pueblos del Casanare.
No es sino hasta el año de 1942 y después de un prolongado litigio, que la Asamblea Departamental de Boyacá dirimió a favor de las pretensiones de los habitantes del corregimiento de Yopal, y es así como por medio de la ordenanza número 38 de julio 8 de ese año, que se elige a Yopal como cabecera municipal, y El Morro es degradado a corregimiento. 
En 1973 el presidente de la República, Misael Pastrana Borrero, eleva a Casanare como Intendencia y a Yopal como capital intendencial, desligando a Casanare de la administración del departamento de Boyacá.
Para el 4 de julio de 1991 Casanare es elevado a la categoría de departamento, en virtud a lo ordenado por la Constitución Política de ese año que de hecho eliminó la categoría especial de Territorios Nacionales, de la cual Casanare hacía parte. Yopal es en la actualidad, la capital departamental.

## Geografía
Yopal es la ciudad capital del departamento colombiano de Casanare, ubicada cerca del río Cravo Sur, en el piedemonte de la cordillera Oriental. Por su topografía el municipio presenta tres pisos térmicos, cuyas áreas son: Cálido 1906 km², Medio 106 km² y Frío 25 km².

### Clima
El clima en Yopal es cálido tropical tipo monzónico, con temperaturas medias desde 18 °C, debido a que ese frío es de la cordillera que baja por medio del río en la ciudad, que baja a 18 °C y 19 °C, en invierno, en los meses de junio y julio, a 30 °C en febrero, con una temperatura media anual de 26.8 °C.
abril, mayo, junio y julio son los meses con humedad relativa mayor, más de 75%, y diciembre, enero, febrero y marzo son los más secos, con humedad entre 60 y 75%. Esto se debe a las precipitaciones que llegan a sobrepasar los 500 mm en abril, mayo, junio y julio.
| Parámetros climáticos promedio de Yopal | Parámetros climáticos promedio de Yopal | Parámetros climáticos promedio de Yopal | Parámetros climáticos promedio de Yopal | Parámetros climáticos promedio de Yopal | Parámetros climáticos promedio de Yopal | Parámetros climáticos promedio de Yopal | Parámetros climáticos promedio de Yopal | Parámetros climáticos promedio de Yopal | Parámetros climáticos promedio de Yopal | Parámetros climáticos promedio de Yopal | Parámetros climáticos promedio de Yopal | Parámetros climáticos promedio de Yopal | Parámetros climáticos promedio de Yopal |
| Mes                                     | Ene.                                    | Feb.                                    | Mar.                                    | Abr.                                    | May.                                    | Jun.                                    | Jul.                                    | Ago.                                    | Sep.                                    | Oct.                                    | Nov.                                    | Dic.                                    | Anual                                   |
| --------------------------------------- | --------------------------------------- | --------------------------------------- | --------------------------------------- | --------------------------------------- | --------------------------------------- | --------------------------------------- | --------------------------------------- | --------------------------------------- | --------------------------------------- | --------------------------------------- | --------------------------------------- | --------------------------------------- | --------------------------------------- |
| Temp. máx. abs. (°C)                    | 36.8                                    | 36.9                                    | 37.5                                    | 37.7                                    | 37.3                                    | 36.8                                    | 37.4                                    | 37.2                                    | 37.6                                    | 37.8                                    | 36.9                                    | 37.1                                    | 37.4                                    |
| Temp. máx. media (°C)                   | 32.5                                    | 33.2                                    | 33.2                                    | 31.5                                    | 30.8                                    | 29.7                                    | 29.9                                    | 30.5                                    | 30.7                                    | 30.8                                    | 31.1                                    | 31.7                                    | 31.9                                    |
| Temp. media (°C)                        | 27.9                                    | 27.9                                    | 28.7                                    | 26.4                                    | 25.4                                    | 24.8                                    | 24.6                                    | 25.9                                    | 25.6                                    | 25.9                                    | 26.2                                    | 26.9                                    | 26.7                                    |
| Temp. mín. media (°C)                   | 22.5                                    | 22.9                                    | 23.7                                    | 22.6                                    | 22.3                                    | 21.7                                    | 21.5                                    | 21.4                                    | 23.5                                    | 21.6                                    | 21.9                                    | 22.2                                    | 22.9                                    |
| Temp. mín. abs. (°C)                    | 17.2                                    | 18.5                                    | 20.8                                    | 20.5                                    | 17.8                                    | 19.8                                    | 17.8                                    | 19.4                                    | 17.9                                    | 18.1                                    | 19.8                                    | 20.3                                    | 18.7                                    |
| Precipitación total (mm)                | 8.5                                     | 60.4                                    | 79.3                                    | 279                                     | 333.7                                   | 298                                     | 312.3                                   | 255.4                                   | 275.9                                   | 255                                     | 131.8                                   | 20.2                                    | 2309.5                                  |
| Días de precipitaciones (≥ )            | 1                                       | 4                                       | 7                                       | 15                                      | 16                                      | 17                                      | 18                                      | 17                                      | 15                                      | 14                                      | 10                                      | 4                                       | 138                                     |
| Fuente: IDEAM 11 de septiembre de 2012  |                                         |                                         |                                         |                                         |                                         |                                         |                                         |                                         |                                         |                                         |                                         |                                         |                                         |

### Límites
- Norte: Municipio de Nunchía y municipio de Paya (departamento de Boyacá)
- Sur: Municipio de Orocué y Maní
- Oriente: Municipio de San Luis de Palenque
- Occidente: Municipio de Aguazul y municipio de Labranzagrande (Departamento de Boyacá)

| Noroeste: Labranzagrande | Norte: Paya | Nordeste: Nunchia             |
| Oeste: Aguazul           |             | Este: San Luis de Palenque    |
| Suroeste: Mani           | Sur: Orocue | Sureste: San Luis de Palenque |

### Hidrografía
El municipio se encuentra inmerso dentro de dos (2) grandes
cuencas hidrográficas pertenecientes al río Charte y el
Cravo Sur; Cuenca del río Cravo Sur, el Río Cravo Sur nace en la cordillera oriental en territorio
del municipio de Mongua, Boyacá, en la cota 3600 metros (páramo de Pisba), bañando a los municipios de Mongua y
Labranzagrande en el departamento de Boyacá, los municipios de Yopal, San Luis de Palenque y Orocué en el departamento de Casanare, presentando un tramo navegable de 138 km, desde el corregimiento del Algarrobo en Orocué, hasta su desembocadura en el río Meta, tramo que ha perdido su navegabilidad al presentarse disminución del caudal. El cauce del río Cravo Sur es considerado uno de los cuatro ríos de mayor caudal en Casanare, con un caudal de 151.0 m3/s.

## Demografía

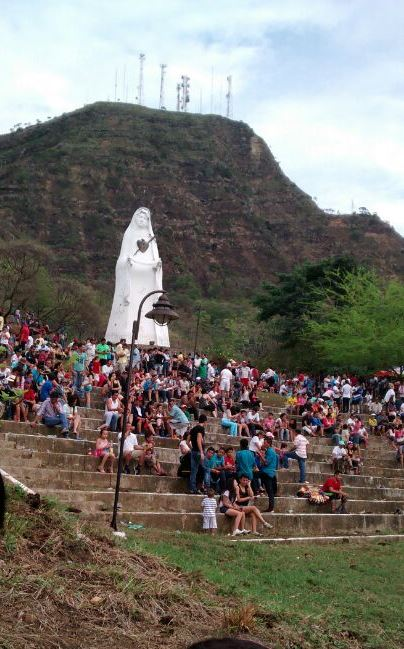
Virgen de Manare.

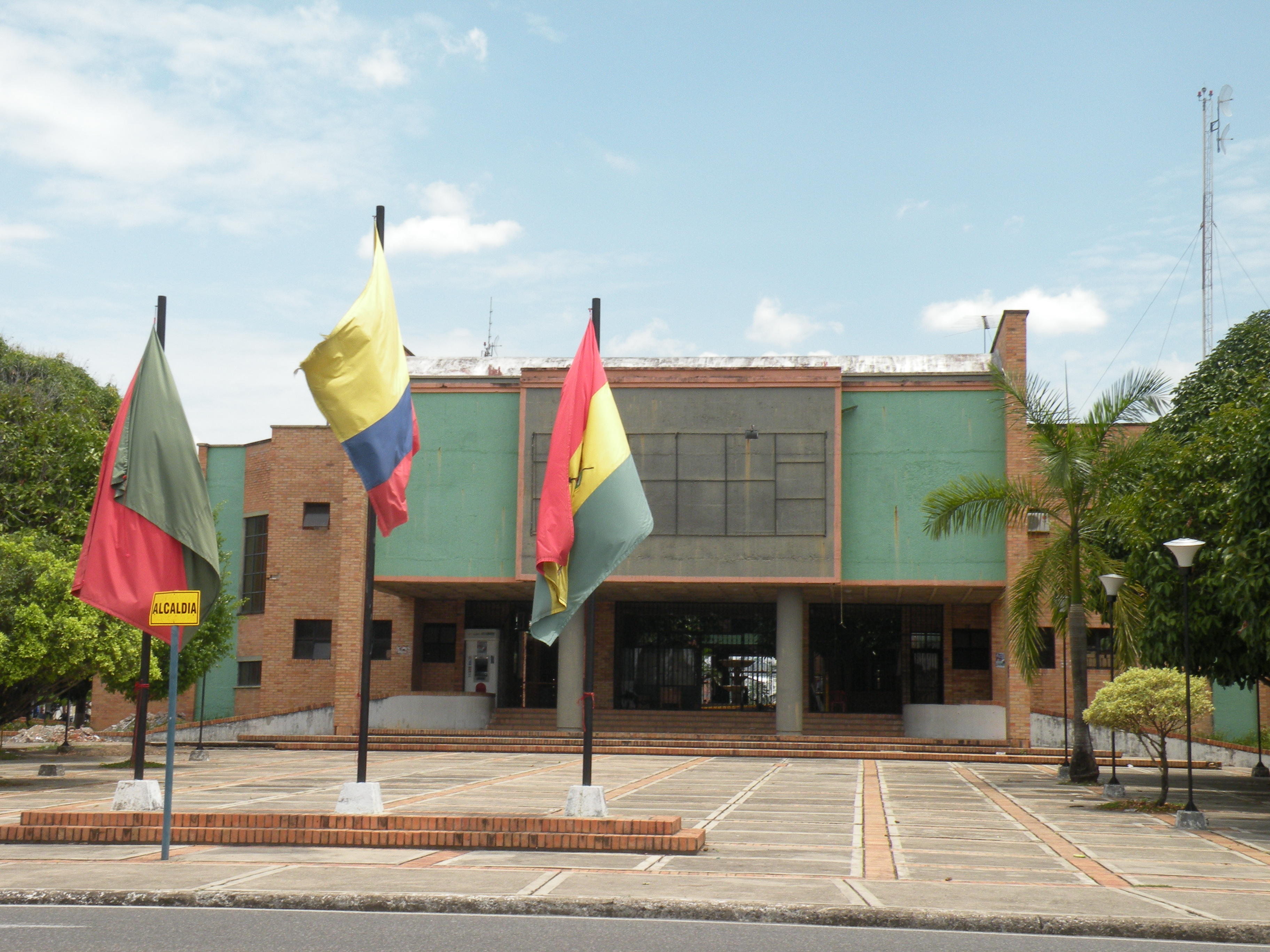
Alcaldía de Yopal.

En los últimos 54 años el municipio ha experimentado un extraordinario crecimiento con ritmos elevados, aunque irregulares. De los 213 habitantes de Yopal en 1951, su población ha ascendido a 86.860 en el 2003, lo que significa que se ha multiplicado 29 veces en el periodo. El mayor auge se ha observado en los últimos 32 años, cuando su población se ha incrementado en más de 8 veces. Solo en los últimos 10 años, casi se duplica el número de sus habitantes, pasando de 44.761 en 1993 a 86.860 en el 2003. No sobra advertir que el municipio registra en la actualidad tasas de crecimiento casi cinco veces superiores a las del promedio nacional. Ahora está en 142.982 habitantes según proyección estimada para el 2016.
Aunque en Yopal primeramente no se localizaron enclaves de explotación petrolera, sus características de ciudad capital, su oferta de vivienda y educación han determinado que se vea afectada demográficamente. La atracción del petróleo no se enfoca solamente en mano de obra para dicha actividad. A su vez causa migración de otro tipo de personas con actividades complementarias que no están dispuestos a emigrar, como un miembro de la cadena productiva petrolera, apenas se reduzca la oferta de trabajo en las Compañías. Aunque la movilidad poblacional, es un factor tradicional que subsiste hoy en Yopal, no es tan diversa y grande como a mediados de los 90. 
Aun así, Yopal mantiene unas características de ciudad oferente de trabajo, vivienda y un alto nivel de asistencialismo en los servicios básicos a la población vulnerable, lo cual hace que absorba una gran cantidad de población con características de formación e ingreso por debajo de la media nacional, incluso de la media Regional.
Además esta atracción también se ejerce sobre los mismos habitantes del sector rural del municipio y del departamento que han engrosado los cinturones de población demandante, al no contar con infraestructura básica adecuada cerca de sus comunidades
de origen. Esto nos da a entender que subsiste la inequidad en la inversión social entre la
ciudad y el campo.

## División político-administrativa

### Comunas
La Cabecera municipal de Yopal se encuentra dividida en siete comunas, las cuales comprenden 124 barrios. 
1. Comuna Ciro Reina: Arboleda, Bonhabitat, Brigada del Ejército, Brisas del Cravo, Centro, Corocora, Decisión, Esteritos, Luis Hernández Vargas, Pradera, San Martín, Villa del Río.
2. Comuna Calixto Zambrano: Amistad, Andes, Barcelona, Bello Horizonte, Bicentenario, Caribabare, Cambulos, Ciudad Jardín, Comcaja, Comfaboy, Dalel Barón, Floresta, Gaván, Héroes, Helechos, Juan Pablo, Juan Hernando Urrego, Libertador, María Milena, Pontevedra, Remanso 1 y 2, Salitre, Senderos de Aragua, Triunfo, Unión San Carlos, Valle de los Guarataros, Villa Benilda, Villa del Sol, Villa María.
3. Comuna Clelia Riveros de Prieto: Altos de Manare 1 y 2, Aerocivil, Comfacasanare, Conjunto Comfacasanare, Laureles, María Paz, Mastranto, Oasis, Pinos, Provivienda, Recuerdo, San Pedro, Santa Elena, Villa Consuelo, Villa Natalia, Villa Rocío, Villas de San Juan, Yopo, 20 de Julio, 26 de Mayo, 15 de Octubre.
4. Comuna Ciudad Campiña: Álamos, Alcaraván, Araguaney, Bosque, Campiña, Casiquiare 1, Casiquiare 2, Casiquiare 3, Covisedca, Esperanza, Florida, Luis María Jiménez, Palmeras, Paraíso, Primero de Mayo, Torres de Leticia, Unidad, Vencedores, Villa del Prado, Yarumo.
5. Comuna Javier Manuel Vargas Granados: Alcalá, Almendros, Altos del Cacique, Angeles, Balcones de Flor Amarillo, Bella Vista, Brisas del Llano, Canaguaros, Cataluña, Casimena 1 y 2, Chavinave, Ciudadela del Carmen, Ciudadela San Jorge, Cubarrito, Fical, Flor Amarillo, Garcero, Laguito, Maranatha, Montecarlo, Nogal, Nuevo Hábitat, Nuevo Hábitat 2, Nuevo Milenio, Naranjos, Poblado, Portal, Primavera, Progreso 1-2-3 y 4, San Andrés, San Jorge 2, San Mateo, San Sebastián, Victoria, Villa Leo, Villa Nelly, Villa Vargas.
6. Comuna Llano Lindo: Alameda de Usivar, Ángeles II, Arrayanes, Bendición, Bosques de San Martín, Brisas de Usivar, Ciudad Berlín, Ciudad Paris, Colina, Heliconias, Llano Grande, Llano Lindo, Invasión Nueva, Granada, Metrópolis, Ocobos, Prados del Llano, Santa Laura, Torres de San Marcos, Torres del Silencio, Villa Docente, Villa Flor, Villa Flor 2, Villa Nariño, Zona Industrial, 7 de Agosto.
7. Comuna  Juan Nepomuceno Moreno: Américas, Bosques de Guarataros, Bosques de Manare, Bosques de Sirivana, Cimarrón, Esmeralda, Getsemaní, Llano Vargas, Pedregal, Raudal, Salomé 2, Senderos de Manare, Torres del Sol, Villa David, Villa Lucía, Villa Rita, Villa Salomé, Xiruja, Xiruja 2.

##### Barrios
|-! style="background: #6688AA; color: white;" |
| Chavinave I || Chavinave II  | Casimena III 
|-! style="background: #6688AA; color: white;" |
| Los Esteros  || La Colina Campestre || Quintas del Llano || siglo XXI
|-! style="background: #6688AA; color: white;" |
| Villa Rosita || León de Oro ||
|-
|  Torres del Cubarro || Villa Luz || Camoruco || Porvenir || Rincón de la Pradera 
|-
| Los Rosales || La Independencia || Villa Mariño || Libertadores 
|}

### Corregimientos
Yopal tiene bajo su jurisdicción varios centros poblados, que en conjunto con otras veredas, constituye los siguientes corregimientos:
| Corregimiento      | Centros Poblados           | Veredas |
| Alcaraván La Niata | - La Niata                 | Araguaney, Barbascos, Brisas de Oriente, El Bajo, Guayaque, La Reserva, San Cristóbal, Vista Alta, Vista Baja                                                                         |
| El Charte          | - El Charte - La Guafilla  | Bellavista, Brisas Del Cravo, Cagüi Charte, Cagüi Esperanza, Cagüi Milagro, Cagüi Primavera, Jordán, La Upamena, Rincón Del Soldado, Volcaneras                                       |
| El Morro           | - El Morro - La Vega       | El Aracal, El Cravo, El Perico, El Porvenir, El Progreso, Guayaquito, La Cabaña, La Colorada, La Guamalera, La Libertad, La Reforma, Los Gaques, Marroquín, Planadas, Socochó, Tisagá |
| El Taladro         |                            | El Taladro, Rincón de Moriche, San Antonio, San Nicolás |
| La Chaparrera      | - La Chaparrera            | El Playón, La Patimena, Lagunas, Los Aceites, Santa Bárbara |
| Mata de Limón      |                            | El Palmar, Floreña, Mata de Limón, Naranjitos, Palo Bajito, Villa del Carmen |
| Morichal           | - Santafé de Morichal      | El Garzón, El Milagro, La Arenosa, La Argelia, La Defensa, La Mapora, La Porfía, La Unión, Picón, San Rafael, Yopitos                                                                 |
| Punto Nuevo        | - Punto Nuevo              | Amparo, Barbilla, Palomas Agua Verde, Primero de Mayo, San Pascual |
| Quebrada Seca      | - Quebrada Seca            | Mata Negra, San José de Caño Seco |
| Tacarimena         |                            | El Nocuito, El Tiestal, La Calceta, La Manga, Manantiales, Palomas, Sirivana, Tacarimena                                                                                              |
| Tilodirán          | - La Llanerita - Tilodirán | Alemania, El Arenal, El Mango, Gaviotas Aguaverde, Guacharacal, Mate Palma. |

## Alcaldes de Yopal
La ciudad ha tenido once alcaldes de elección popular desde 1988 cuando resultó elegido Óscar Leonidas Wilches Carreño. Solo han ocupado el cargo dos mujeres[cita requerida].
- 1971-1978: Blas Hernández Verdugo
- 1979-1980: Emma Izquierdo de Moreno
- 1981-1982: Jose Domingo Mora Roa
- 1983-1987:Israel Laverde Tapias
- 1988-1990: Óscar Leonidas Wilchez Carreño
- 1990-1992: Emiro Sossa Pacheco
- 1992-1994: Blas Hernández Verdugo
- 1995-1997: Rodrigo Alberto Chaparro
- 1998-2000: Efrén Antonio Hernández Díaz
- 2001-2003: Braulio Castelblanco Vargas
- 2004-2007: Nelson Ricardo Mariño Velandia
- 2008-2011: Lilian Fernanda Salcedo Restrepo
- 2012-2015: Willman Enrique Celemín Cáceres
- 2015: Luis Eduardo Castro (encargado)
- 2015: Jorge García Lizarazo (encargado)
- 2016: Jhon Jairo Torres Torres
- 2016-2017: Luz Marina Cardozo (encargado)
- Nov. 2017 - 2019: René Leonardo Puentes Vargas.
- 2020 - 2023: Luis Eduardo Castro
- 2024-2027 : Marco Tulio Ruíz

## Economía
Su actividad económica gira en torno a la agricultura, la ganadería y el comercio. La ganadería vacuna es la principal actividad económica de la población. La cría, levante y ceba se realiza en forma extensiva en toda la llanura, especialmente en Paz de Ariporo, Hato Corozal y Trinidad. En cuanto a la agricultura los principales cultivos son arroz riego, arroz secano mecanizado, palma africana, plátano, maíz tradicional, café y yuca.[cita requerida]
El petróleo es la actividad de mayor generación de ingresos en el departamento de Casanare, siendo los campos de Cusiana y Cupiagua ubicados en los municipios de Tauramena y Aguazul respectivamente algunos de los más importantes del país; y aunque en Yopal no se producen regalías provenientes de la explotación petrolera en su territorio, percibe importantes recursos provenientes de los impuestos de las empresas de esta industria que operan en el departamento, cuya sede principal se encuentra ubicada en Yopal.
Actualmente Casanare es uno de los departamentos con mayor ingreso per cápita, calculado en 21.000 dólares.[cita requerida] El departamento cuenta con obras de infraestructura y proyectos de modernización.

### Yopal moderna
La ciudad de Yopal, además, es ahora un atractivo punto de inversiones para las grandes cadenas de almacenes de Colombia. Almacenes Éxito abrió su primera sucursal en Yopal el 1 de abril de 2011 como almacén ancla del Centro Comercial Gran Plaza Alcaraván, donde además hizo apertura una sucursal de Fedco el 17 de abril de 2012. Además, almacenes Éxito adquirió el supermercado Metro ubicado en la calle 10 en el centro de Yopal. otros almacenes como, Alkosto y Almacenes YEP abrieron en Yopal el 15 de diciembre de 2011 como almacenes ancla del Centro Comercial Morichal Plaza. La cadena chilena Jumbo (anteriormente Carrefour Colombia) y Pepe Ganga son los almacenes ancla del Centro Comercial Unicentro Yopal, cuya apertura oficial fue el 22 de noviembre de 2013.[cita requerida] Hasta abril de 2014,. Por su parte, la cadena de almacenes boyacense Almacenes Paraíso abrió el 20 de octubre de 2012 su primera tienda en Yopal como almacén ancla del ya existente Centro Comercial El Hobo. Dicha cadena inició construcción de su segunda sucursal en Yopal en abril de 2014, con planes de apertura para el mes de octubre. La cadena nacional Almacenes Olímpica inició construcción de su primera sucursal en Yopal en 2014, con el formato de Super Almacén Olímpica SAO Yopal, cuya apertura fue realizada el 15 de noviembre de 2014. La cadena Homecenter abrió su primera tienda en Yopal el 1 de octubre de 2015. De otro lado, Supermercados Colsubsidio, Almacenes La 14, Bodytech, Almacenes Flamingo, Supermercados ARA, Falabella, Home Sentry, Ripley, Carulla y Papelería Panamericana también han mostrado interés en abrir tiendas en la capital casanareña.[cita requerida]

### Hoteles
Yopal cuenta con una gran cantidad de hoteles, la mayoría de ellos creados en la década de los 90 con el fin de servir a la creciente industria petrolera. Sin embargo, en los últimos años se ha dado un interés por parte de grandes cadenas hoteleras nacionales e internacionales que buscan establecerse en la ciudad.  
- Hotel Camoruco: Fundado en 1974 en el centro de Yopal.[11]
- Granada Plaza Hotel: Hotel para ejecutivos y negocios en el llano colombiano, fundado en el 2013, ubicado en el centro de la ciudad.
- Hotel Atalayas: Uno de los hoteles más antiguos de Yopal.
- Hotel San Diego
- Hotel Casa Morales
- Hotel Estelar: Inaugurado en 2014, es un hotel de 8 pisos ubicado en el centro de la ciudad.
- Hotel GHL Style: Inaugurado el 16 de octubre de 2014, como parte del Centro Comercial Gran Plaza Alcaraván en su segunda etapa.
- Hotel Holiday Inn: Inaugurado en noviembre de 2014. Torre de 8 pisos, ubicado frente a Unicentro Yopal.
- Hotel Hampton by Hilton: Se ubica frente al centro comercial Gran Plaza Alcaraván.
- Hotel Best Western (en proyecto)
- Hotel Tryp: (en proyecto)
- Hotel El Bototo
- Hotel Azulejo del Llano
- Hotel Haybore
- Hotel El Rey David: Torre de 5 pisos, ubicado en el centro de la ciudad
- Hotel Yopal Plaza: Edificio de 5 pisos, ubicado en el centro de la ciudad
- Hotel El Atajo: Edificio de 5 pisos, con 3 salones de eventos, ubicado en el centro de la ciudad.

### Centros comerciales
Yopal cuenta con varios centros comerciales, algunos de ellos de gran formato:
- Centro Comercial Gran Plaza Alcaraván: ancla Almacenes Éxito, semianclas Royal Films y Happy City. Hotel de la cadena GHL Style y cervecería Beer Station.

- Centro Comercial Morichal Plaza: anclas Alkosto, salas de cine Cinelandia Multiplex, y un Hotel en construcción.

- Centro Comercial El Hobo: ancla Almacenes Paraíso. Incluye locales comerciales, oficinas, cancha deportiva sintética y zona de juegos.

- Centro Comercial Unicentro: almacén ancla Hipermercados Jumbo, semianclas, Game Box y Cinemark, proyecto de vivienda Multicentro Yopal.

Además, cuenta con varios centros comerciales de menor tamaño, en su mayoría con establecimientos de comerciantes locales.

### Hipermercados y almacenes de cadena
- Almacenes Éxito: cuenta con 1 sucursal en la capital casanareña  (Éxito Alcaraván ).
- Jumbo: ubicado en Unicentro.
- Alkosto: ubicado en Morichal Plaza.
- Almacenes Paraíso: cuenta con 2 sucursales (Centro Comercial El Hobo y Calle 24).
- Almacenes Olímpica: 1 sucursal de SAO, ubicado en la carrera 23 con calle 24.
- Homecenter: ubicado en la calle 24 entre carreras 33 y 35.
- Super Metro: Hipermercado local, Calle 30 con Cra. 7a.
- Super Metro Llano lindo: Hipermercado Local, Calle 60 con Cra. 2 oeste.
- Super Mio: Hipermercado Local, Cra. 18 Con Calle 15.

## Turismo

### Sitios de interés

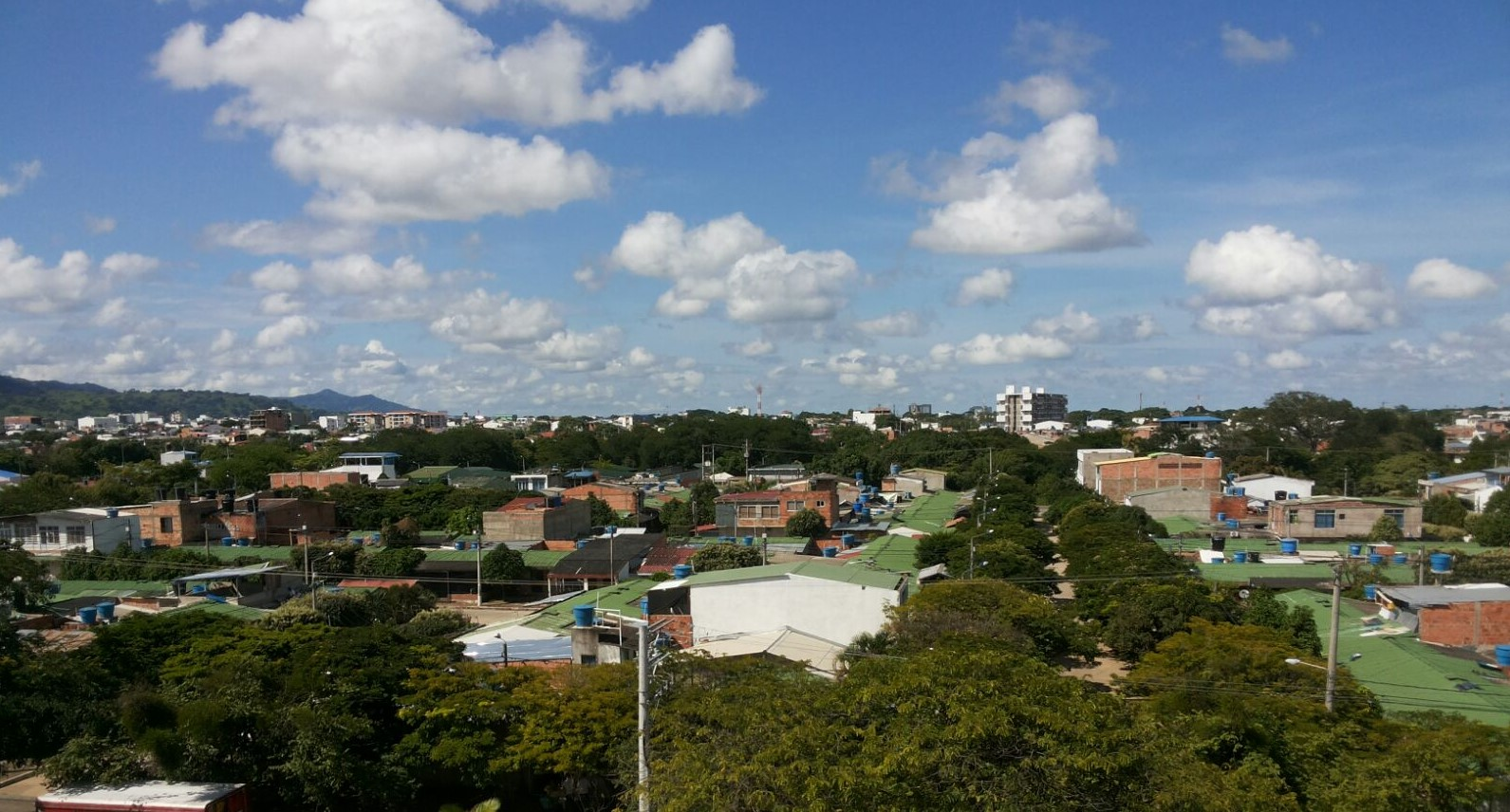
Panorámica de Yopal

Yopal cuenta con diversos sitios de interés para el visitante, tales como: centros comerciales, museos (destacándose la Casa Museo Ocho de Julio), sitios de rumba nocturna, sitios de encuentro LGBTI (actualmente hay 2 en la ciudad), parques, entre los sitios más destacados de la ciudad:
Parque Resurgimiento: Anteriormente correspondía al área del Aeropuerto la Última Lágrima. El cual fue construido con mano de obra de la comunidad y custodiado por el Ejército, al mando del Coronel Castillo del Grupo Guías del Casanare; quien en la época de la violencia partidista de los 50 obligó a los presos políticos del llano (chusma) a realizar trabajos de explanación y afirmado de la pista, ayudados por soldados oficiales, guerrilleros y presos de la época.
Piscina natural La Aguatoca: Está ubicada a 12 km del perímetro urbano de Yopal, se puede llegar en automóvil, motocicleta, bicicleta, caminata ecológica. Es un balneario o piscina natura. Tiene una temperatura natural de 26 °C.
El Morro: Ubicado en el Noroccidente del municipio de Yopal, en las estribaciones de la vertiente oriental de la cordillera de los Andes sobre la cuenca alta del río Cravo Sur. En su territorio presenta paisaje de montaña y piedemonte llanero. El Morro entre los años de 1934 y 1942 fue la segunda cabecera municipal. La gente que vivía en Marroquín comenzó a desplazarse para el Morro, por ser un mejor paraje y además porque se construyó una variante de la vía que pasaba por la Virgen de la Peña y conducía a la Vega y a Guayaque.
Centro poblado de Marroquín: Dista a 35 minutos de Yopal. Inicialmente se llamó Santa Bárbara. Se cree que fue fundado por los colonos de Labranzagrande en el año 1798, Marroquín fue la primera cabecera municipal; Su nombre proviene del arte de tratar cueros en que precisamente son diestros los habitantes de pueblos de Cundinamarca y Boyacá. Otros relatos cuentan que su nombre se dio en honor a un soldado muerto en el lugar.

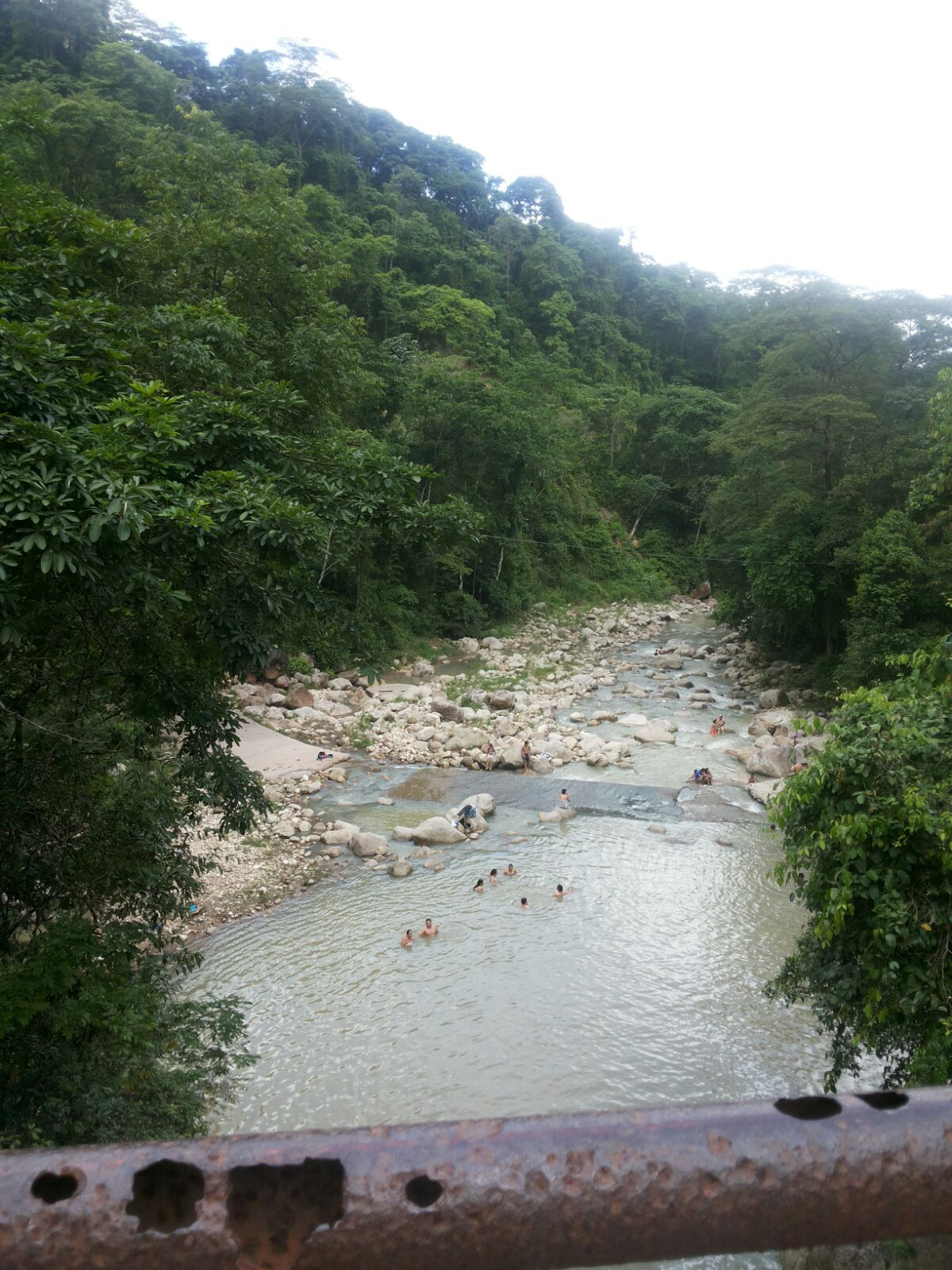
El balneario La Aguatoca

Barrio San Martín: Antiguamente llamado barrio el hígado, el cual se comenzó a poblar, pues se ofrecían una serie de servicios y venta de productos traídos de Labranzagrande, por lo que se inició en forma organizada la construcción de nuevas casas, pues la gente que venía a curarse donde el señor González, les gustaba el sitio e iniciaban gestiones para construir su vivienda, de esta manera comenzó a extenderse el pueblo. Doña Elsa Vargas, llegó a Yopal en el año 1936 y construye las primeras residencias, llamadas El Oriente en 1954 en el lugar donde hoy funciona el Hotel Camoruco.
Mirador de la virgen de Manare: Monumento ubicado a 3 km del vía la electrificadora cerro el Venado. Allí se encuentra la escultura de la virgen de Manare, patrona de los casanareños. Santuario religioso, también utilizado para la práctica del deporte, caminatas, muy visitado en la semana mayor por fieles que realizan el recorrido del vía crucis.

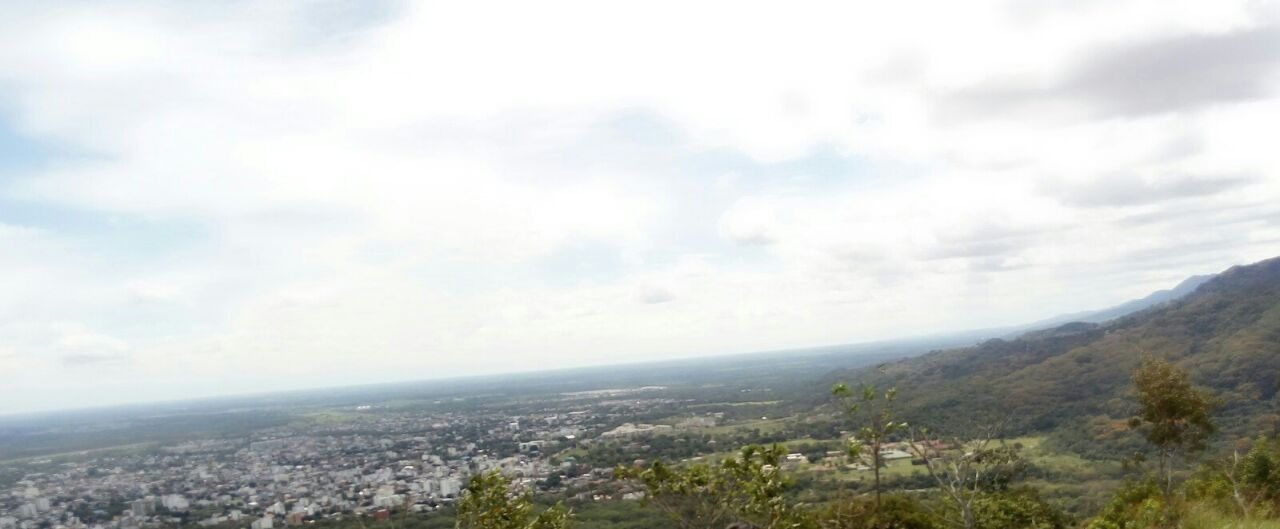
Vista panorámica desde el cerro buena vista al norte de Yopal

Parque Francisco de Paula Santander: Escenario de todas las actividades cívicas, políticas y sociales más importantes. Su nombre fue asignado, en memoria al general Santander, quien fue enviado al Casanare para defender la causa de la libertad en la Nueva Granada. En él se encontraban sembrados árboles muy representativos y que fueron testimonio de muchas actividades, como el fauno, el totumo, el camoruco, matadepalo.
Parque La Estancia: Se considera como un símbolo del pasado de la ciudad, ya que en este parque funcionó inicialmente la plaza de mercado hasta la década de los 70, momento donde el pueblo se había ampliado más y mostraba ya el empuje que lo convertiría en la ciudad de hoy; por esta razón fue necesario trasladarla hacia afueras del poblado, y se destinó para la ubicación del terminal de transportes, que funcionó hasta hace 13 aproximadamente años.
Parque La Herradura: Este sitio funcionó por varios años como área de la plaza de mercado, en este lugar se hacían las mayorías de compras y era el más concurrido en la ciudad, luego el alcalde Nelson Mariño cambio la función del sitio convirtiéndolo en lugar de locales comerciales, dado que algunos de los anteriores comerciantes de la plaza no tenían suficientes recursos para adquirir uno, se retiraron hacia una nueva plaza de mercado.
Casa indígena: De la organización indígena del Casanare (ORIC). Está conformada por las Etnias: wu’a, saliva, tsripo, maiben, cuiba, wipiguis, amoraus, mayaleros y sikuanes, que viven en Casanare.
Parque natural La Iguana: A orillas del Río Cravo Sur, al costado nororiental, con una extensión de 280 hectáreas. La extensa playa del río cuenta con campos deportivos de fútbol, voleiplaya, baloncesto y microfútbol; Existen hermosos senderos y canales acuáticos, kioscos, bancas, puentes ciclo rutas, bosques de especies nativas que incitan a un descanso en paz con la naturaleza.
Rio Cravo Sur: Nace en el páramo de San Ignacio, municipio de Mongua departamento de Boyacá en el parque natural del Pisba (2.000 a 3.600 m s. n. m.), parte de la cuenca media baja corresponde al municipio de Yopal en las últimas estribaciones de la cordillera oriental, continua su recorrido por la zona de transición y del piedemonte y desciende a la llanura orinocense. En su recorrido por el municipio de Yopal recibe la tributación de aguas de las cuencas de las quebradas La Tablona, Sola, La Yopera, La Calaboza, La Guamalera, y la Niata.

### Restaurantes y Hoteles
Yopal cuenta con un gran número de medianos y pequeños hoteles (con promedio de 15 habitaciones por hotel). Se distinguen los hoteles construidos durante la bonanza petrolera (hechos rápidamente) y los hoteles hechos para el turismo del municipio.[cita requerida]; según censo a 31 de diciembre de 2013 emanado por la Secretaría de Salud Municipal, existen 187, entre Hoteles, Hostales y Residencias; cabe resaltar que en la actualidad se encuentran en construcción un gran número de Hoteles.

## Educación

### Colegios
Yopal cuenta con numerosos centros educativos tanto oficiales como privados que ofrecen desde preescolar y primaria hasta el bachillerato cerrando con el grado once. 
Entre los colegios oficiales se destacan  
- Institución Educativa Manuela Beltrán con sus sedes Provivienda y el Gaván.
- Institución Educativa Braulio González con sus sedes Simón Bolívar, Central y Campestre.
- Instituto Educativo Centro Social.
- Instituto Técnico Empresarial el Yopal (ITEY).
- Instituto Educativo El Paraíso
- Instituto Técnico Ambiental San Mateo.
- Institución Educativa Luis Hernández Vargas: Primera institución educativa de Yopal fundada en 1932 con sus otras sedes; Salvador Camacho Roldán, Marco Fidel Suárez y Camilo Torres en La Guafilla.
- Institución Educativa Técnica Agropecuaria El Taladro.
- Institución Educativa Jorge Eliecer Gaitán.
- Institución Educativa La Campiña.
- Institución Educativa Lucila Piragauta.
- Institución Educativa Carlos Lleras Restrepo.
- Colegio Hermanas Dominicas de La Presentación Yopal

Se encuentran varias instituciones privadas como el Colegio Alianza Pedagógica, el Colegio Antonio Nariño, el Gimnasio de los Llanos, entre otras.

### Universidades
(UNITRÓPICO): En 2018, se aprobó la Ley 1937, que establece la naturaleza y régimen jurídico de la Fundación Universitaria Internacional del Trópico Americano, posibilitando que Unitrópico se transforme en la Universidad Pública del Departamento de Casanare.[cita requerida]
Fundación Universitaria de San Gil: Inicia labores en 1996 dando clases en los colegios Luis Hernández Vargas y Braulio González y en 2010 inaugura su campus universitario. Esta última cuenta actualmente con 8 carreras profesionales y aproximadamente 2500 estudiantes.[cita requerida]
campus unisangil

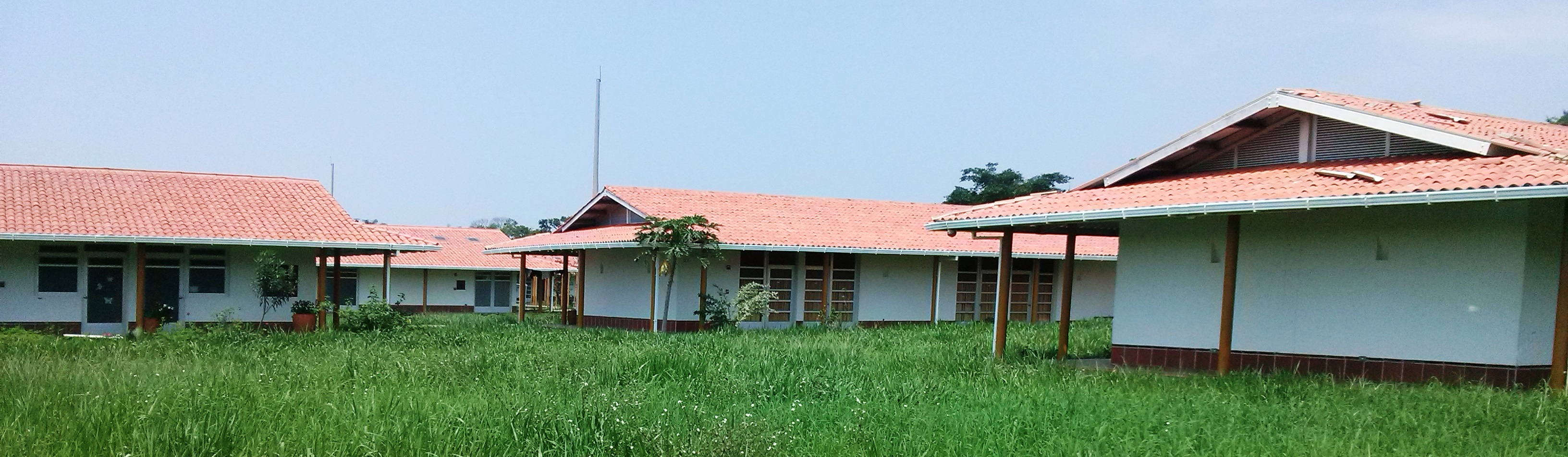
Sede universidad la Salle Ingeniería agronómica, dentro de ella funciona una planta de procesamiento de Yuca.

Universidad de la Salle: Con el Programa Ingeniería Agronómica en el Centro investigativo y de capacitación "San José de Matepantano" en Yopal.
Universidad Nacional Abierta y a Distancia UNAD: con el programa de escuela de ciencias administrativas, contables y financieras. 
Escuela Superior de Administración Pública ESAP: Dirigida a futuros administradores públicos que prestaran sus servicios a la comunidad y al estado.
Universidad Pedagógica y Tecnológica de Colombia (UPTC): apoyando este proceso en educación superior por más de 26 años en el municipio de Yopal.
Igualmente existen sucursales de otros centros de educación superior como la Universidad de Pamplona, Universidad de Boyacá, Universidad Santo Tomás, UPTC, Universidad del Tolima, Corporación Universitaria Remington, Corporación Unificada Nacional de Educación Superior  (CUN).

## Salud

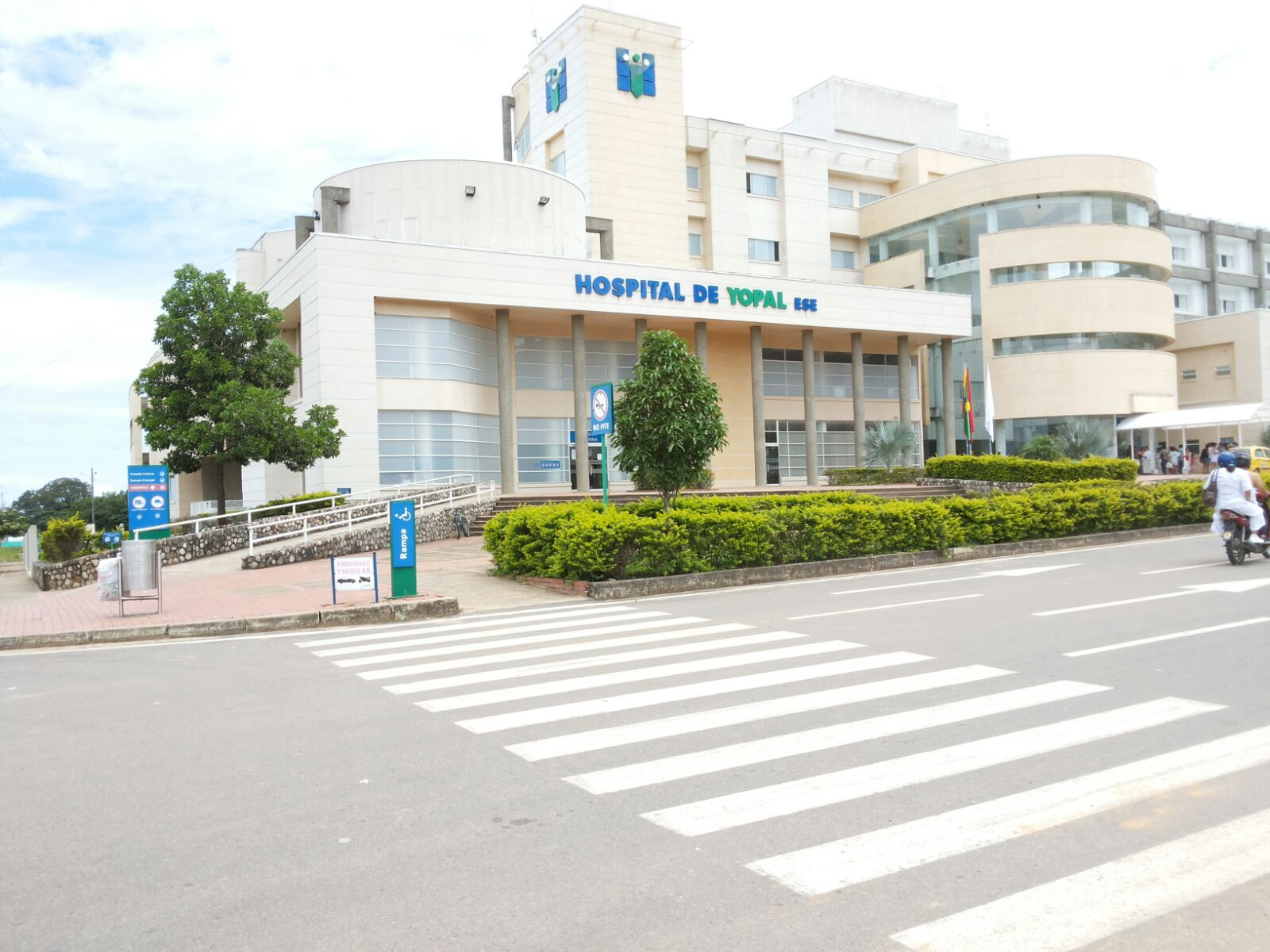
Hospital de Yopal

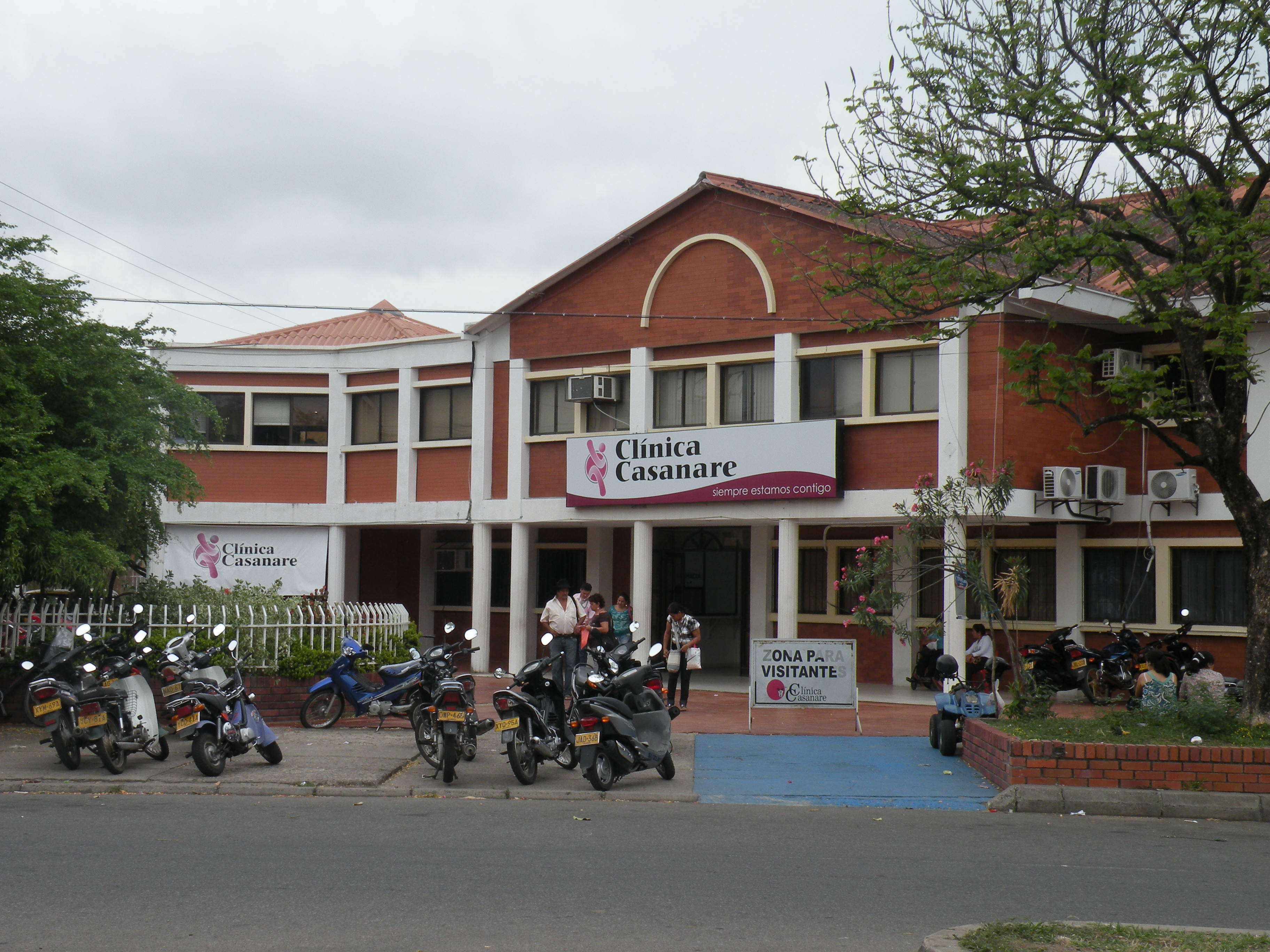
Clínica Casanare

Las fortalezas, oportunidades, debilidades y amenazas del sector salud se estructuran
desde la situación de morbilidad, morbímortalidad y mortalidad como las principales
variables que determinan los principales factores que influyen en la consolidación de una
mejor calidad de vida en el municipio tanto a nivel rural como urbano. Paralelamente la
situación geográfica del municipio, su clima y la vegetación hace que se presenten
continuos casos de paludismo, dengue, lesmaniasis, etc; El agua que consumen no tiene
las condiciones pertinente para ser consumible, las condiciones higiénicas de las
viviendas son deficientes y en general las condiciones de su hábitat inciden
negativamente en las condiciones de calidad de vida de la población de municipio. 
La ciudad dispone de instituciones prestadoras de salud, entre las cuales se destacan:
- Nuevo Hospital Regional de Yopal
- Clínica Casanare
- Hospital de Yopal
- Clínica del Oriente
- Policlínico la Campiña.
- Servicio de cardiología del Llano
- Centro de salud Juan Luis Londoño.
- Centro de salud de Provivienda.
- Centro de salud Bicentenario.
- Centro de salud la Campiña.

Además, en Yopal se encuentra la sede de la firma Capresoca E.P.S.

## Medios de comunicación

### Radio
Yopal cuenta con 11 emisoras de radio, siendo la más antigua La Voz de Yopal, afiliada a RCN Radio (con más de 50 años de transmisión desde Yopal).También hay una frecuencia del servicio nacional de Radio Nacional de Colombia. La cadena Caracol tiene presencia en Yopal con el sistema musical Tropicana Stereo en 106.3 FM. También hay una frecuencia del sistema Candela de Radiopolis en 94.7 FM. Las emisoras de radio locales son Manantial Estéreo, Violeta Estéreo, La Franja, la emisora del colegio Braulio González y Manare Radio,  siendo esta última la emisora de la Gobernación de Casanare. También hay frecuencias de la Radio Policía Nacional y las Emisoras del Ejército.

### Televisión
El servicio de televisión abierta transmite desde las antenas ubicadas en los cerros El Venado y Bellavista, en las laderas de la ciudad. Desde allí se transmite para todo Casanare la señal de TeleYopal (canal 12), Caracol Televisión (canal 13), Enlace Piedemonte Canal 2 .(Canal 33), Canal RCN (canal 10), Canal 1 (canal 3), Señal Colombia (canal 8) y Canal Institucional (canal 6). Por su parte, el servicio de TV por suscripción es operado por DirecTV, Movistar, Claro, Tigo, Fiesta Telecomunicaciones y las empresas locales Teleorinoquia y Comunicamos más TV. 
Yopal cuenta con dos canales locales de Televisión con contenido regional: Enlace Piedemonte Canal 2 (operado por Cable TV) y Casanare TV (operado por Claro). Canal 2 de Yopal, se ha destacado por recibir varios Premios y nominaciones India Catalina en el Festival Internacional de Cine y Televisión Cartagena/Colombia: (2008, 2009, 2010, 2011, 2012, 2013) por sus producciones documentales escritas y dirigidas por Ernesto Franco Gómez.[cita requerida]

### Prensa escrita
En Yopal circulan periódicos nacionales, como El Tiempo, El Espectador, El Espacio, Diario deportivo y El Nuevo Siglo, entre otros. 
También circulan periódicos regionales y locales, como Prensa Libre Casanare, El Periódico 15 Días, El Silbón del Llano, El Nuevo Oriente, Extra, El Casanareño, Prensa Llanera, Hola, El Relator del Llano, Prensa Vita , El diario del Llano, Prensalibre y las chivas del llano. 
Además, circulan en la ciudad de Yopal periódicos de los departamentos de Boyacá y Meta. Los periódicos boyacenses son Boyacá 7 días y Entérese. Del departamento del Meta llega Llano 7 días.

### Telecomunicaciones
El servicio de telefonía fija e internet es prestado por varias empresas nacionales y regionales. Movistar, Claro y Teleorinoquia prestan estos servicios en el casco urbano de Yopal.
Por otro lado, Yopal cuenta con cobertura de todas las empresas de servicios móviles (telefonía e internet móvil) de Colombia: Claro es la empresa con mayor presencia en la ciudad, con varias oficinas de atención al cliente y puntos de venta. También hay cobertura de Movistar, Tigo, Móvil Éxito, Virgin Mobile, Móvil ETB y Uff! Móvil. Las tres primeras tienen sucursales y puntos de venta en Yopal. También hace presencia la empresa Avantel.

## Festividades
- Festival estudiantil El Garcero del Llano.
- El Cimarrón de Oro.
- Festival Internacional Cimarroncito de Oro
- Torneo de Contrapunteo y de La Voz Recia.
- Copa América de Coleo.
- Ferias y fiestas de fin de año.
- Joropera Internacional Cimarroneando Joropo
- Feria exposición ganadera y agroindustrial.
- Expocasanare, Bianual.
- Concurso Nacional de tractomulas en honor a la virgen del carmen.
- Fiestas patronales la virgen del carmen.
- Festival de verano.
- Joropera internacional "ciudad, yopal".
- Semana recreativa y cultural de preescolar (instituciones educativas).
- Semana Ambiental por el Instituto Técnico Ambiental San Mateo.

### Patrimonio Cultural infraestructural
- Auditorio Institución Educativa Braulio González.
- Auditorio Colegio Luis Hernández Vargas.
- Parque de la Campiña.
- Parque El Resurgimiento.
- Parque La Estancia.
- Parque natural la Iguana.
- Parque Principal “Francisco de Paula Santander”.
- Parque Ramón Nonato Pérez.
- Patinodromo.
- Plaza de Ferias.
- Subasta Ganadera.
- Teatro Casanare.
- Auditorio la triada

## Himno del municipio de Yopal
El Himno de la ciudad de Yopal, fue elegido mediante concurso público convocado por la Alcaldía de Yopal en 2003, cuyo ganador fue el escrito por el maestro Luis Eduardo Aguilar Amórtegui. Los arreglos musicales estuvieron a cargo del maestro Isaac Tacha Niño.[cita requerida]
I
Así lo narra la historia              
El Brosquero señaló
El bello y fecundo suelo
Y nace allí nuestra región
Achagua, yopo, catanga
Sus nombres leyenda son
Orgullo de nuestra raza
De donde provengo yo.
II
También Marroquín y el Morro
Mi pueblo hicieron crecer
Muy cerca el cerro el venado
La gran ciudad vio florecer
La estancia fue la casita
Que en este llano escribió
En nombre que en cinco letras
En edén se convirtió.
III
Ay... Yo le canto a mí terruño
Con infinito fervor
Tierra en la que mis ancestros
Me heredaron lo mejor
Soy un buen yopaleño
Aguerrido y con tesón
Dios me dio este privilegio
Y nos regalo el esplendor
Que orgulloso siento
Ser llanero es un honor.
IV
Ay… Mi voz es la de un jilguero
Me acompaña donde voy
La bandola es la gran dama
Resuena con alma y vigor
El cuatro pulso yo,
Ese es nuestro emperador
El arpa es la princesa
De nuestro hermoso folclor
Y las maracas
Le dan vida a mi canción.
V
Yopal corazón del llano
Tu nombre es una oración
Te amamos todos tus hijos
Con reverencia y devoción.
VI
Te pido cuando yo muera
Me entonces con emoción
Los cantos que me arrullaron
Yopal de mi corazón.

## Deportes

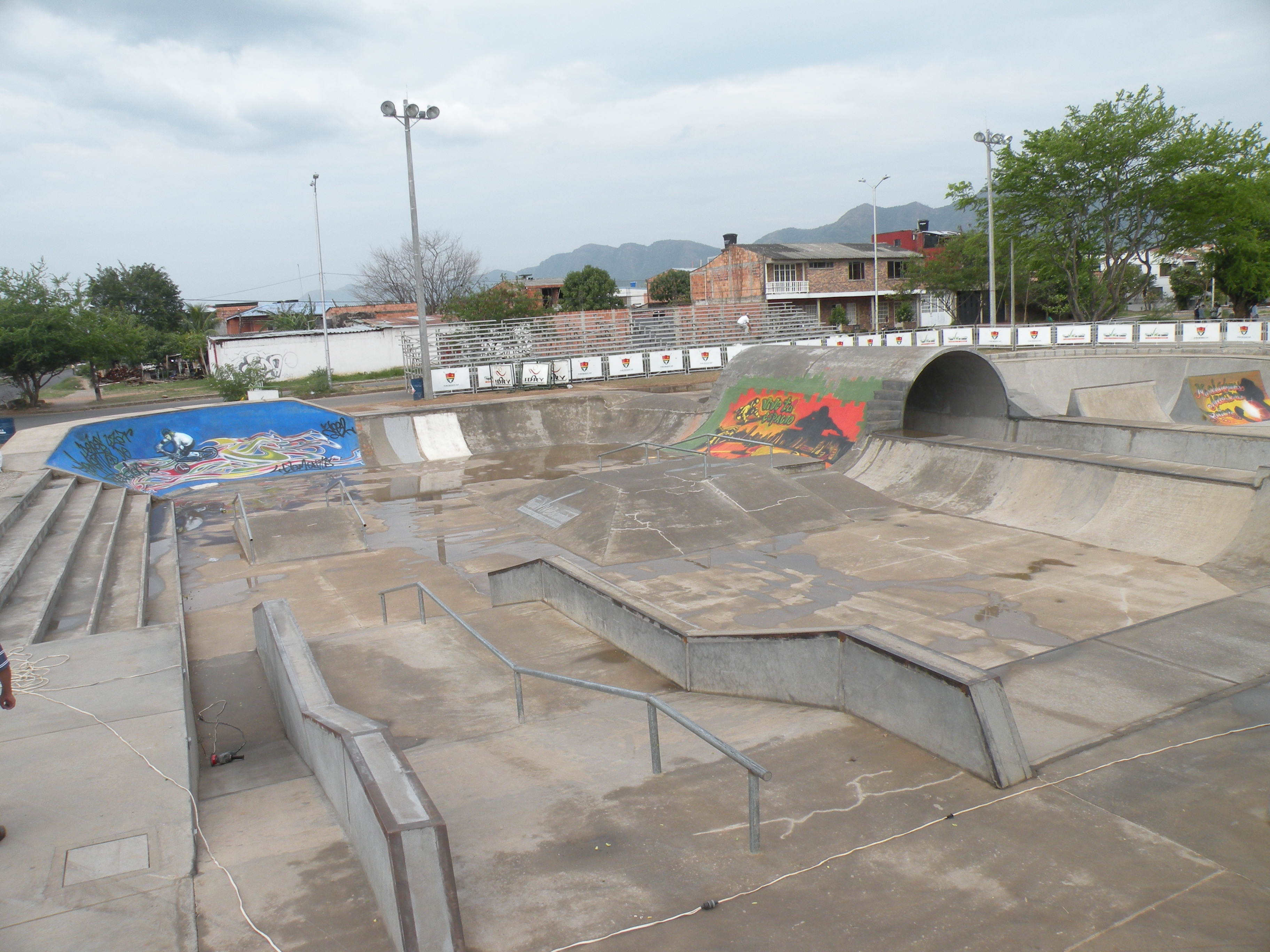
Parque Extremo.

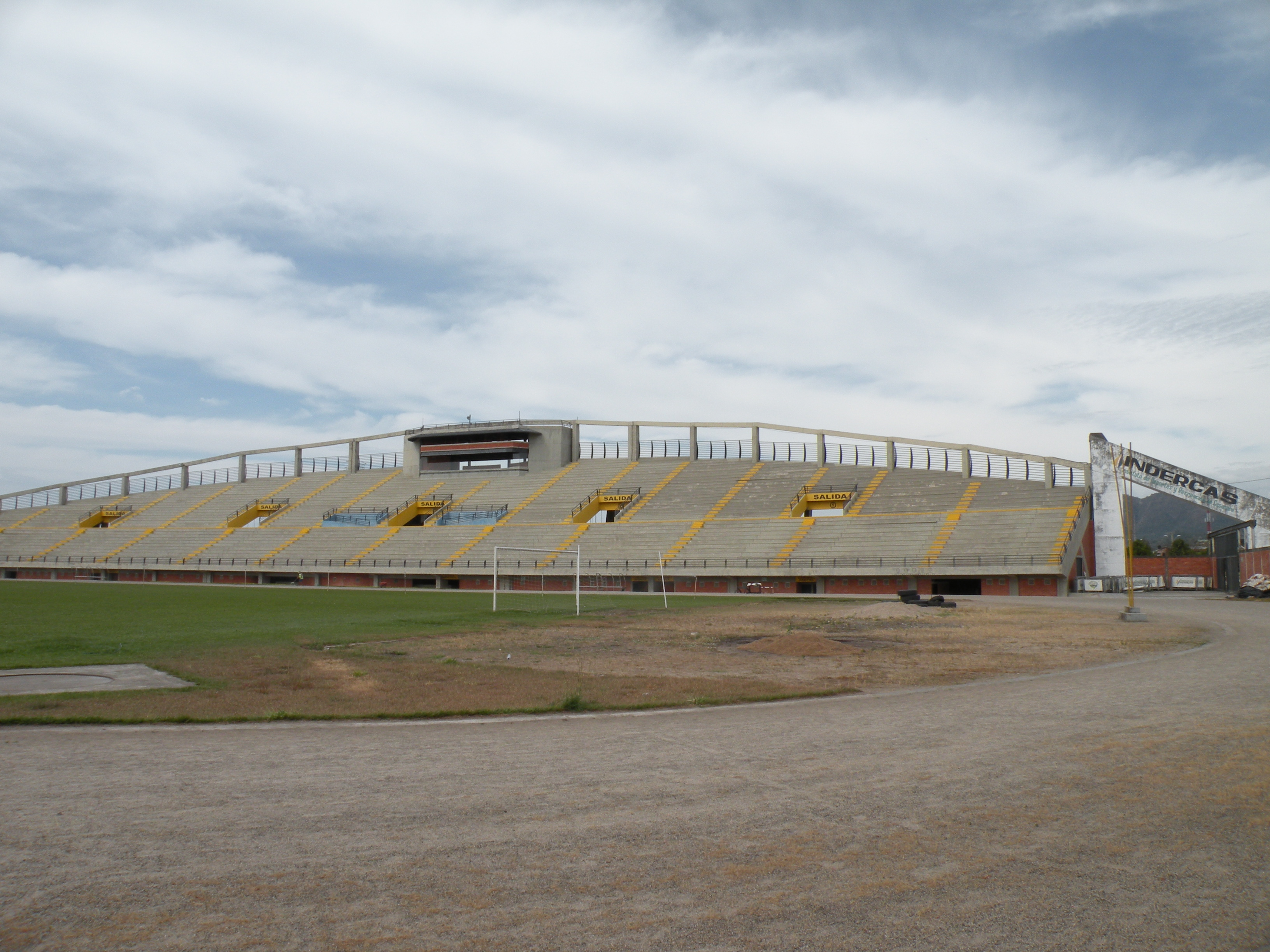
Estadio de fútbol Santiago de las Atalayas.

La ciudad cuenta con un moderno estadio de fútbol inaugurado en 2006, el Estadio Santiago de las Atalayas, que permite albergar a 9000 espectadores, y que tiene múltiples espacios donde puede ampliarse a futuro, su costo alcanzó los 18 000 millones de pesos en su época.[cita requerida] En este estadio jugó ese primer año de apertura los Pumas de Casanare, equipo de fútbol profesional que desapareció en el año 2006, y quien fuera fundado en 2002, dándole paso con su ficha a la creación del Real Santander de Floridablanca. Su mayor logro fue salir subcampeón del torneo de ascenso de la Primera B en 2003, al perder con el  Bogotá Chicó.
En el presente año, la Ciudad participa con el equipo Club Deportivo Atlético Casanare, en el Campeonato Postobón de Fútbol Sub-19, partidos que se efectúan en el Estadio Santiago de las Atalayas.
Desde el año 2010 la Ciudad está representada en la Copa Profesional de Microfútbol Femenina con el equipo Llaneras de Casanare. Sus encuentros se desarrollan en el Coliseo del Barrio 20 de Julio.
De otra parte, el equipo de fútbol de Primera División del fútbol colombiano Cúcuta Deportivo jugó de local en Yopal la Categoría Primera A durante el Torneo finalización 2012 , debido a los arreglos que se realizaron en el Estadio General Santander de la ciudad de Cúcuta (sede oficial del equipo) como preparación para los Juegos Nacionales de 2012. El Club Alianza Petrolera de Barrancabermeja jugó sus partidos de la Categoría Primera A del Torneo Apertura 2013 en Yopal, de manera provisional mientras se completaba su traslado a Floridablanca (Santander).
Yopal cuenta con escenarios deportivos como el estadio de fútbol, patinódromo, skate park, polideportivo, complejo deportivo "Los Hobos", manga de coleo y múltiples escenarios deportivos de menor envergadura por toda la ciudad, además de ciclorutas por las principales avenidas de la ciudad.

## Vías de comunicación

### Aéreas

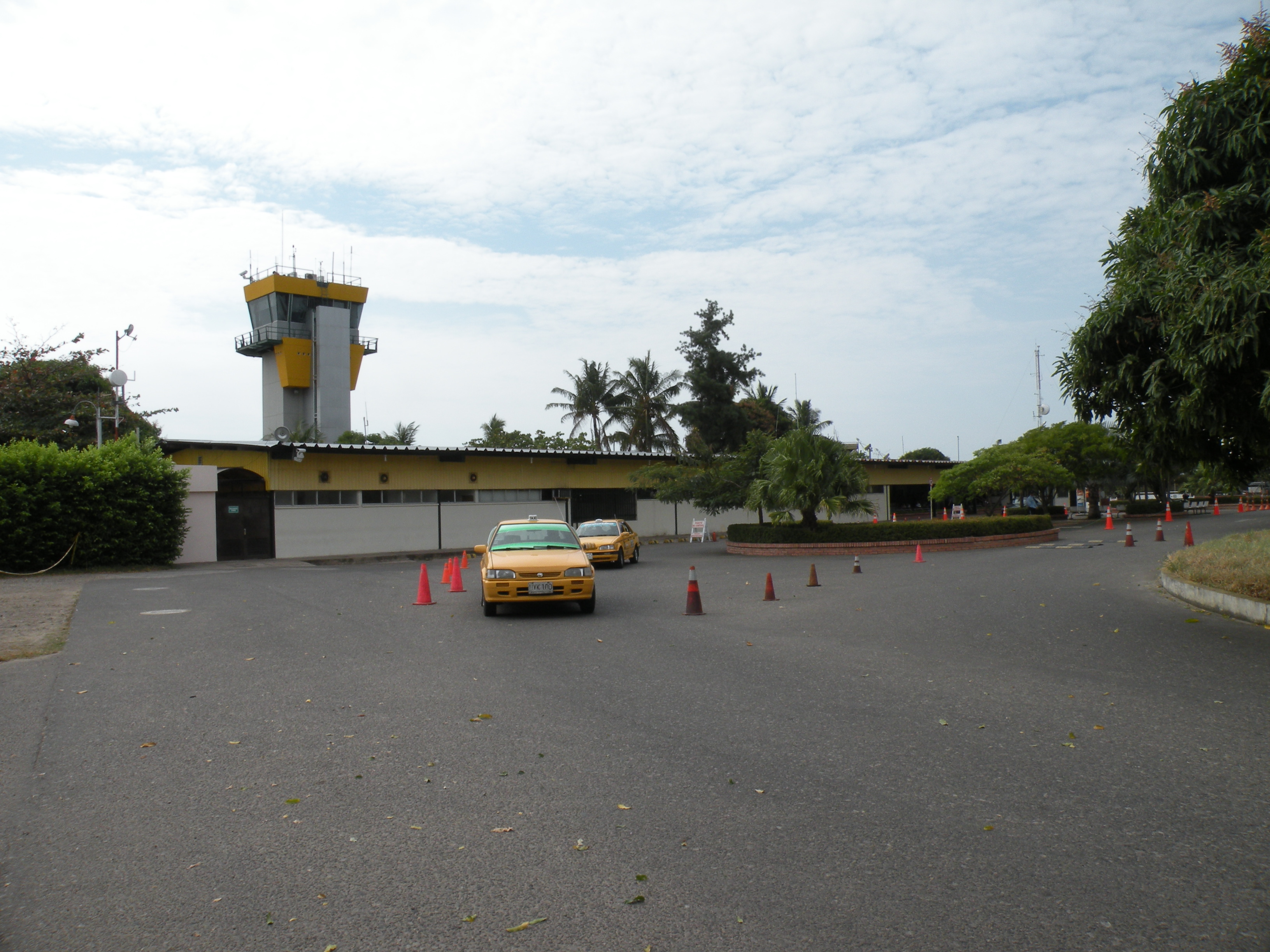
Aeropuerto El Alcaraván.

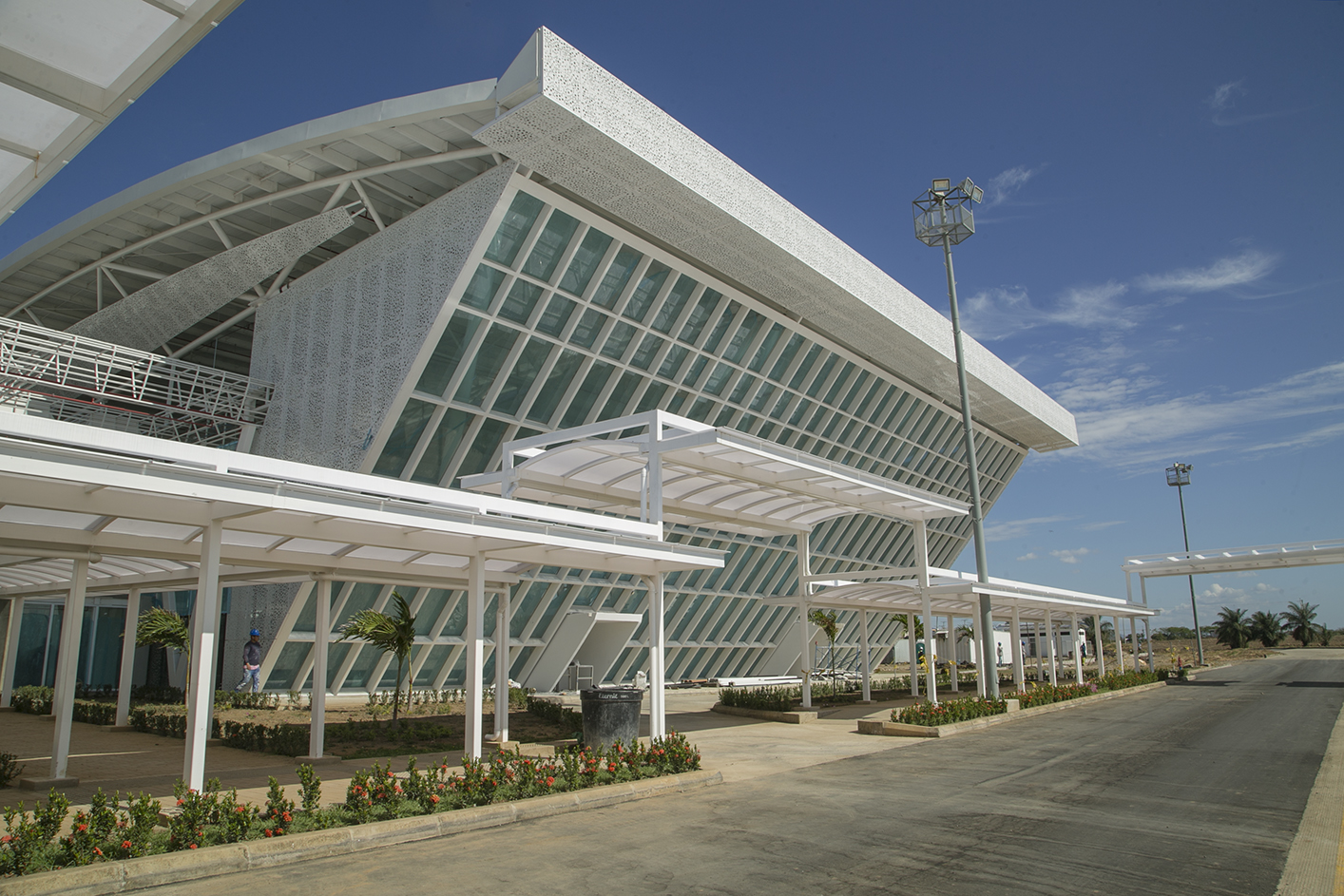

El transporte por vía aérea se realiza a través del aeropuerto El Alcaraván, vía LAN Colombia, Viva Colombia y Avianca hacia Bogotá, EasyFly hacia esta misma ciudad y también a Bucaramanga.  EasyFly por su parte es la aerolínea con mayor número de frecuencias desde y hacia Yopal, ofreciendo diariamente más de 11 frecuencias en el trayecto Yopal -Bogotá y 2 frecuencias Yopal-Bucaramanga. LAN Colombia operaba anteriormente como AIRES, la cual fue la aerolínea pionera de la aviación reciente en el Aeropuerto El Alcaraván, siendo por mucho tiempo la única aerolínea que operaba este terminal aéreo. AIRES llegó a cubrir las rutas desde Yopal hacia Bogotá y Bucaramanga, esta última abandonada por LAN debido al recorte de frecuencias. Desde el 6 de agosto de 2012, la aerolínea Avianca opera en Yopal con dos frecuencias diarias desde y hacia Bogotá. Viva Colombia, aerolínea de bajo coste, puso en funcionamiento la ruta Yopal - Bogotá - Yopal, actualmente el aeropuerto se encuentra en una remodelación vanguardista siendo el aeropuerto más moderno de la orinoquia Colombiana y se espera que sea el aeropuerto alterno al aeropuerto El Dorado [cita requerida]

### Terrestres
Cuenta con varios carreteables. 
Por el sur se encuentra la vía Troncal de Llano: sale de Bogotá - Villavicencio - Cumaral - Restrepo - Barranca de Upía - Río Upía y llega al municipio de Villanueva en aproximadamente cuatro horas de viaje; la vía continúa hasta la vereda de Aguaclara - Sabanalarga, pasa por el municipio de Monterrey. Una hora más adelante de Monterrey, la vía llega al sitio del Venado, donde se encuentra un desvío que conduce a la población de Tauramena, mientras que la principal continúa hasta Aguazul y finalmente a Yopal.
Por el Oriente y desde Bogotá, la vía conduce por el departamento de Boyacá a la ciudad de Tunja - Sogamoso y tomará la Vía del Cusiana, pasando por Toquilla,  el sitio de Peña de Gallo, el Alto de Candelas, Corinto y Pajarito. Desde esta población e ingresando al departamento de Casanare, se llega al municipio de Aguazul y finalmente a Yopal. Esta importante vía actualmente se encuentra pavimentada en un 90% aproximadamente, con algunos tramos aún por arreglar.[cita requerida]
Por el Occidente: se encuentra la Vía Alterna al Llano, la cual parte de Bogotá y sigue los municipios en Boyacá de Chocontá - El Sisga – Guateque - Garagoa - Las Juntas- San Luis de Gaceno - la Represa de Chivor. Una vez en Casanare, la vía se desvía en una "Y" hacia el municipio de Sabanalarga y pasa por El Secreto y Aguaclara, donde se conecta con la Troncal Del Llano.
Por el Norte: desde la ciudad de Tunja en Boyacá, atravesando los municipios de Duitama y Socha, hasta llegar a la población de Sácama en Casanare. De Sácama continuará su viaje tomando la Vía Marginal de la Selva hasta la población de Hato Corozal, Paz de Ariporo, emprende el viaje pasando por la histórica población de Pore y desde este en una hora se estará llegando a Yopal.
Por el Suroccidente: desde el Meta, partiendo de la ciudad de Villavicencio, pasando por Puerto Gaitán, San Pedro de Arimena hasta llegar al Porvenir - sobre el río Meta. Por medio de ferry se cruza el río y se arriba al municipio de Orocué en Casanare, desde donde se toma la carretera hacia Yopal.
También se puede llegar a Yopal a través de la ruta Sogamoso - Labranzagrande - El Morro - Yopal. 
Desde el departamento de Arauca, se puede acceder a través de la vía Arauca - Tame - Paz de Ariporo - Yopal.

### Fluviales
Se proyecta un sistema de intercomunicación con tres alternativas viales que conectarían a Yopal con puertos sobre las costas del río Meta; permitiendo de paso la construcción de un comercio de mediana y gran escala en la visión internacional y vinculando a la región de la Orinoquia Colombiana con Venezuela al sistema mundial productivo de alimentos e insumos naturales para la producción y transformación.[cita requerida] Se estudia la viabilidad de proyectar los puertos en los puntos conocidos como Orocué, Bocas del Pauto en Trinidad, La Hermosa en Paz de Ariporo y La Poyata en Maní [cita requerida].